# 吴建国 (1962年)
吴建国（1962年—1979年2月17日），湖南望城人，中国人民解放军军人。

## 生平
1978年高中毕业。次年1月参加中国人民解放军，赴广西边防部队任战士。随部参加中越战争，在攻打612高地一役中，毙敌三人。身负重伤，跌倒在地，在与越军交战中，滚下两百多米高的悬岩，与敌同归于尽，年仅十七岁。部队党委追记一等功，广州军区党委授“狼牙山五壮士式”战斗英雄称号，中央军委授予“战斗英雄”称号和“一级英模”奖章。